# Roberto Novelli
Roberto Novelli (Udine, 25 febbraio 1962) è un politico italiano.

## Biografia
Iscritto ad Alleanza Nazionale, è stato consigliere comunale di Cividale del Friuli dal 2005 al 2018, ricoprendo dal 2005 al 2010 anche la carica di assessore.
È stato consigliere regionale del Friuli-Venezia Giulia dal 2008 al 2018 nelle liste del Popolo della Libertà. 
Dopo la dissoluzione del PDL nel 2013, passa a Forza Italia. È stato eletto deputato con Forza Italia alle elezioni politiche del 4 marzo 2018 nella circoscrizione Friuli-Venezia Giulia. Rimane in carica fino all'autunno 2022.
Dal 2020 è anche vicesindaco e assessore comunale di Cividale del Friuli nella giunta di centrodestra guidata da Daniela Bernardi.